# Рахја
Рахја (рус. Рахья) насељено је место са административним статусом варошице (рус. посёлок городского типа) на северозападу европског дела Руске Федерације. Налази се на северозападу Лењинградске области и административно припада Всеволошком рејону.
Према проценама националне статистичке службе за 2015. у вароши је живело 3.411 становника.
Статус насеља урбаног типа, односно варошице носи од 1945. године.

## Географија
Варошица Рахја смештена је у централним деловима Всеволошког рејона, на подручју Лемболовског побрђа, односно у једној мањој сувој удолини некадашњег тресетишта између Угловског и Ириновског побрђа. Налази се на свега 18 километара североисточно од рејонског центра Всеволошка са којим је и повезан друмским правцем А118.

## Историја
Године 1892. руски привредник Павле Корф је на подручју савременог насеља Рахја започео са експлоатацијом тресета и изградио погон за прераду сировог тресета у брикете. Да би се обезбедио смештај за раднике на тресетишту и у фабрици саграђено је потпуно ново радничко насеље које је симболично названо Торфјаноје (саграђено од тресета). Истовремено са градњом фабрике саграђена је и железница уског колосека којом се готов производ из фабрике транспортовао у Петроградске топлане.
У октобру 1923. насеље је преименовано на садашњи назив Рахја, а у част финског револуционара Јуке Рахје који је активно учествовао као борац на страни револуционара током Фебруарске и Октобарске револуције.
У саставу Всеволошког рејона назали се од 1936. године. Садашњи административни статус урбаног насеља у рангу варошице Рахја има од октобра 1945. године.

## Демографија
Према подацима са пописа становништва 2010. у вароши је живело 3.188 становника, док је према проценама националне статистичке службе за 2015. варошица имала 3.411 становника.
| 1939. | 1959. | 1970. | 1979. | 1989. | 2002. | 2010. | 2015. |
| ----- | ----- | ----- | ----- | ----- | ----- | ----- | ----- |
| 240   | 2,827 | 3,086 | 3,344 | 3,316 | 3,156 | 3,188 | 3,411 |